# 帕納基亞·卡普尼卡雷亞教堂

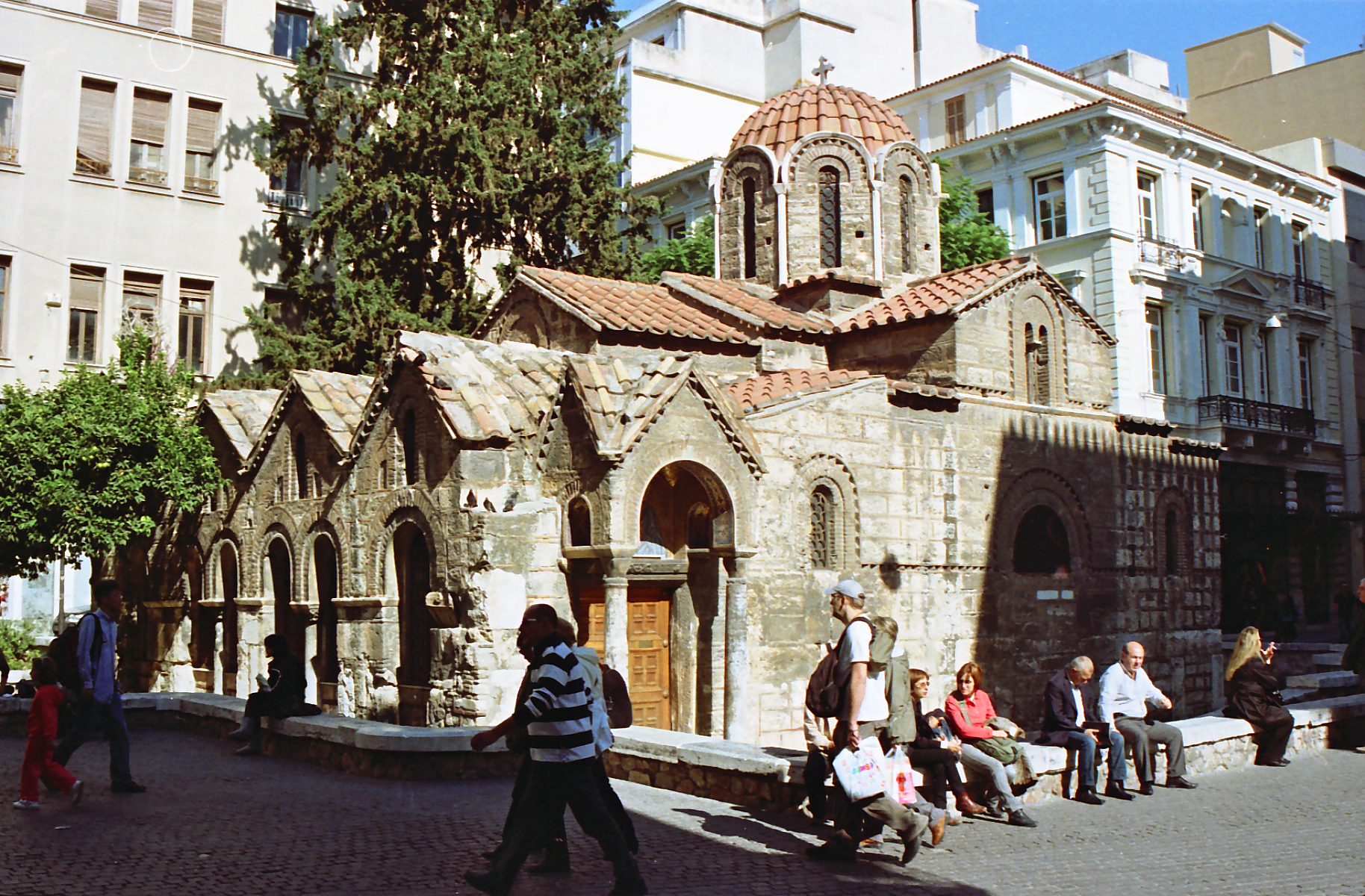

帕納基亞·卡普尼卡雷亞教堂（希臘語：Εκκλησία της Παναγίας Καπνικαρέας）是雅典的一座希臘正教會的教堂，也是雅典最古老的教堂之一。這座教堂位於雅典市中心，修建於11世紀，可能修建於1050年前後。